# ایمچاگ
ایمچاگ (انگلیسی: Imchag) یک شهرک در شهرستان شارانسکی استان باشقیرستان کشور روسیه است.